# Christmas Is All Around
„Christmas Is All Around“ (anglicky Vánoce jsou všude kolem) je coververze písně „Love Is All Around“ z roku 1967, jejímž autorem je Reg Presley, s novým, vánočně laděným textem. Původní píseň nahrála skupina The Troggs a poté skupina Wet Wet Wet, v jejímž podání zazněla ve filmu Čtyři svatby a jeden pohřeb (1994). Píseň také zahrála skupina R.E.M. v rámci akustické série „MTV Unplugged“ (1991).
Tuto píseň nazpíval britský herec Bill Nighy jakožto fiktivní rockový zpěvák Billy Mack, snažící se o comeback ve filmu Láska nebeská (2003). Píseň se stala celosvětovým hitem.
V roce 2007 byla použita do vánoční reklamy na Vodafone. Také byla použita v reklamách na Coca-Colu.